# Li Ning
Dans ce nom chinois, le nom de famille, Li, précède le nom personnel.
Li Ning (en chinois simplifié : 李宁; en chinois traditionnel : 李寧; en pinyin : Lǐ Níng) est un gymnaste chinois, sextuple médaillé (dont trois titres) à Los Angeles en 1984. La république populaire de Chine faisant ses débuts sur la scène olympique estivale lors de ces Jeux, il est le premier athlète à gagner autant de médailles et devient une star dans son pays. Il devient plus tard entrepreneur, développant notamment une marque d'équipements sportifs qui porte son nom. Né le 8 septembre 1963 à Liuzhou dans la région autonome du Guangxi, il a notamment fait des études de droit à l'université de Pékin et a été le dernier porteur de la flamme olympique le 8 août 2008 lors de la cérémonie d'ouverture des Jeux olympiques de Pékin, allumant la vasque au sommet du stade après avoir parcouru son pourtour accroché à des fillins. 

## Biographie
En 1982, alors âgé de 19 ans, il remporte six des sept médailles mises en jeu à la Sixth World Cup Gymnastic Competition, ce qui lui vaut d'être surnommé le « Prince de la Gymnastique ».
Li Ning acquiert la gloire sportive deux années plus tard quand, aux Jeux olympiques de Los Angeles de 1984, il décroche quelque six médailles, soit trois en or, deux en argent et une en bronze. 
Il met un terme à sa carrière en 1988, à l'issue des Jeux de Séoul. En 1990, il fonde la Li Ning Company, une société spécialisée dans la vente d'appareils et équipements sportifs en Chine.
Le 8 août 2008, Li Ning est le dernier porteur de la flamme olympique des Jeux de Pékin, se voyant donc confier la tâche d'allumer la vasque olympique, après avoir effectué d'un pas aérien le tour de l'écran géant ceinturant le toit du nid d'oiseau suspendu à l'horizontale (90°) par trois filins.
Il est le mari de la gymnaste Chen Yongyan.

## Palmarès

### Jeux olympiques
- Los Angeles 1984
  -  : anneaux
  -  : cheval d'arçons
  -  : sol
  -  : saut de cheval
  -  : concours par équipes
  -  : concours général individuel

### Championnats du monde
- Moscou 1981
  -  : concours par équipes

- Budapest 1983
  -  : concours par équipes
  -  : saut de cheval
  -  : sol
  -  : anneaux

- Montréal 1985
  -  : anneaux
  -  : cheval d'arçons
  -  : concours par équipes
  -  : sol

- Rotterdam 1987
  -  : anneaux
  -  : concours par équipes